# Mahdawije
Mahdawije (pers. مهدويه) – wieś w północnym Iranie, w ostanie Hamadan. 
W 2006 roku miejscowość liczyła 229 osób w 46 rodzinach.